# Cratocentrus birmanus
Cratocentrus birmanus är en stekelart som först beskrevs av Masi 1944.  Cratocentrus birmanus ingår i släktet Cratocentrus och familjen bredlårsteklar. Inga underarter finns listade i Catalogue of Life.